# Ramona Hoh
Ramona Amy Hoh (Edmonton, 1979) è un'ex sciatrice alpina canadese paralimpica, vincitrice di tre medaglie in due edizioni dei Giochi paralimpici, a Lillehammer nel 1994 e a Nagano nel 1998.

## Biografia
Ramona Hoh è nata senza dita alla mano destra. Ha studiato presso il Dartmouth College e attualmente lavora come biologa molecolare presso l'Università di Stanford, dove ha anche conseguito il dottorato di ricerca.

## Carriera
Nata a Edmonton, ha vinto tre medaglie ai Giochi paralimpici, una medaglia d'argento e una di bronzo alle Paralimpiadi invernali del 1994 e una seconda medaglia di bronzo alle Paralimpiadi invernali del 1998.

## Palmarès

### Paralimpiadi
- 3 medaglie:
  - 1 argento (slalom speciale LW6/8 a Lillehammer 1994)
  - 2 bronzi (discesa libera LW6/8 a Lillehammer 1994; slalom gigante LW3,4,5/7,6/8 a Nagano 1998)